# Travis Moen

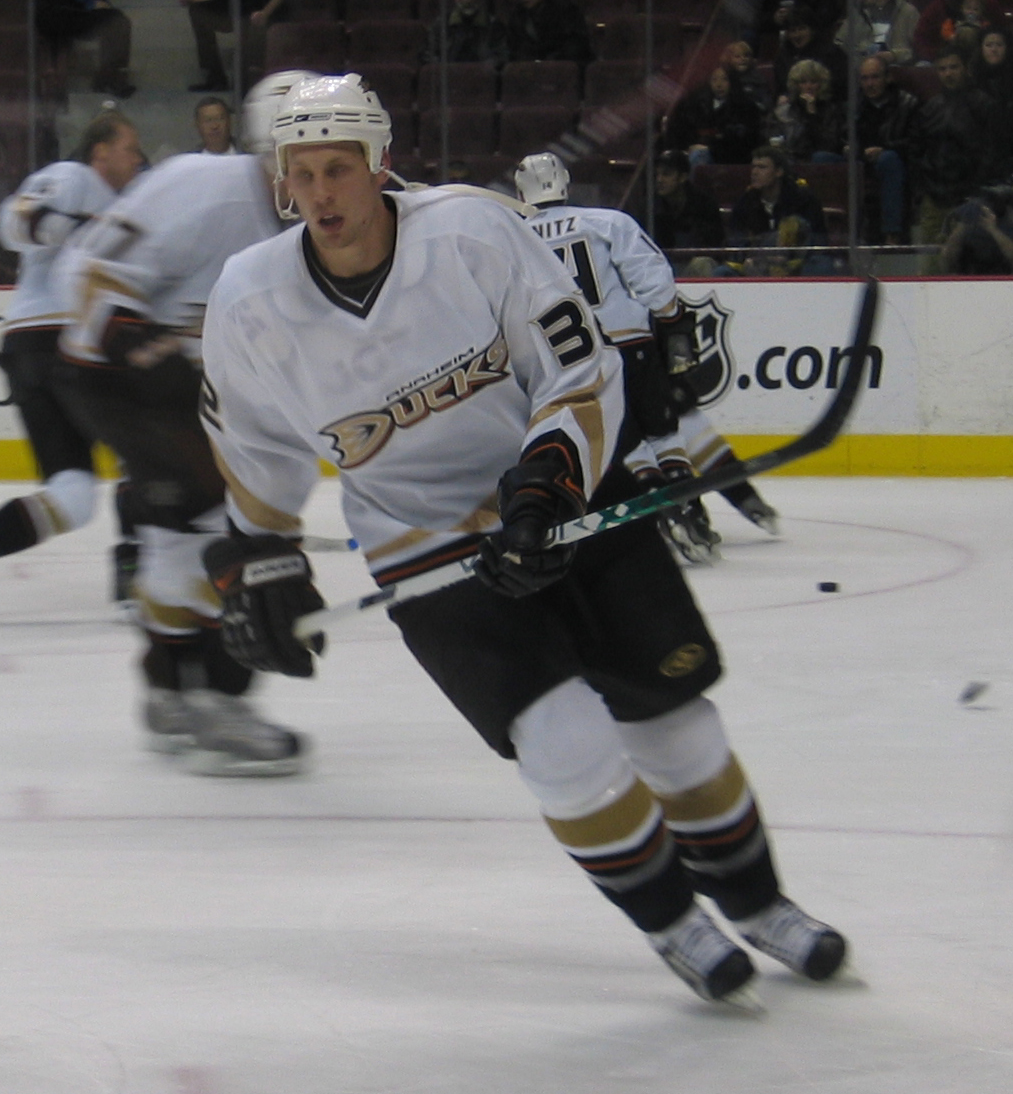
Travis Moen i Anaheim Ducks.

Travis Shawn Moen, född 6 april 1982 i Swift Current, Saskatchewan, är en kanadensisk före detta professionell ishockeyspelare som sist spelade för Dallas Stars i NHL.
Travis Moen debuterade i NHL säsongen 2003–04 då han spelade 82 matcher för Chicago Blackhawks och gjorde 4 mål och 2 assist.
Moen fick sitt stora genombrott under Stanley Cup-slutspelet 2007 då han gjorde 7 mål och 5 assist för totalt 12 poäng på 21 spelade matcher och var en bidragande orsak till att Anaheim Ducks vann Stanley Cup.